# União das Freguesias de Serpa (Salvador e Santa Maria)
União de Freguesias de Serpa (Salvador e Santa Maria), kurz Serpa (Salvador e Santa Maria) ist eine Gemeinde (Freguesia) im portugiesischen Landkreis (Concelho) von Serpa, in der Region Alentejo. Sie beinhaltet das Stadtgebiet der Kleinstadt (Vila) Serpa.
Die Gemeinde hat 6.233 Einwohner und eine Fläche von 443,15 km² (Stand nach Zahlen vom 30. Juni 2011).
Sie entstand im Zuge der Gebietsreform in Portugal am 29. September 2013 durch Zusammenschluss der beiden Stadtgemeinden Salvador und Santa Maria. Sitz der neuen Gemeinde wurde Salvador.